# Jurij Gasinskij
Jurij Aleksandrovitj Gasinskij (russisk: Юрий Александрович Газинский, tr. Jurij Aleksandrovitj Gasinskij; født 20. juli 1989 i Komsomolsk ved Amur, Sovjetunionen), er en russisk fodboldspiller (defensiv midtbane). Han spiller for den russiske ligaklub FC Krasnodar, som han var været tilknyttet siden 2013.

## Landshold
Gasinskij debuterede for Ruslands landshold 31. august 2016 i en venskabskamp mod Tyrkiet. Han var en del af den russiske trup til VM 2018 på hjemmebane.